# Fredrik Sjöström
Fredrik Sjöström, född 6 maj 1983 i Färgelanda, uppväxt i Kungälv är en svensk före detta professionell  ishockeyspelare som senast spelade i Frölunda HC i Elitserien. Han spelade tidigare för Färjestads BK, Calgary Hitmen, Phoenix Coyotes, New York Rangers, Calgary Flames och Toronto Maple Leafs. Han var Phoenix Coyotes försteval i draften 2001. Sjöström är kusin med Anders Jacobsson.

## Karriär
Sjöström spelade hockey som junior i Modo Hockey och Frölunda HC. Säsongen 2000/01, vid 17 års ålder, gjorde han 35 elitseriematcher för Frölunda och noterades för fem poäng. Han valdes i första rundan som 11:e spelare totalt av Phoenix Coyotes i NHL Entry Draft 2001. Efter draften valde han att flytta över till Nordamerika för spel i den kanadensiska juniorhockeyligan WHL och laget Calgary Hitmen. Efter två framgångsrika år i WHL gjorde han NHL-debut i Phoenix Coyotes säsongen 2003/04. Han spelade tidsvis i AHL för klubbarna Springfield Falcons och Utah Grizzlies. 
I februari 2008 blev han bortbytt från Phoenix till New York Rangers. Efter 97 matcher i New York Rangers gick han över till Calgary Flames. 2010 bytte Calgary Flames bort honom till Toronto Maple Leafs.
Inför säsongen 2011/12 skrev Sjöström på ett ettårskontrakt med Färjestads BK men kontraktet bröts och han återvände sedan till Frölunda igen. Den 29 augusti 2013 meddelade Sjöström officiellt att han lägger av som spelare. Han är numera sportchef i Frölunda HC.